# Phnom Chisor

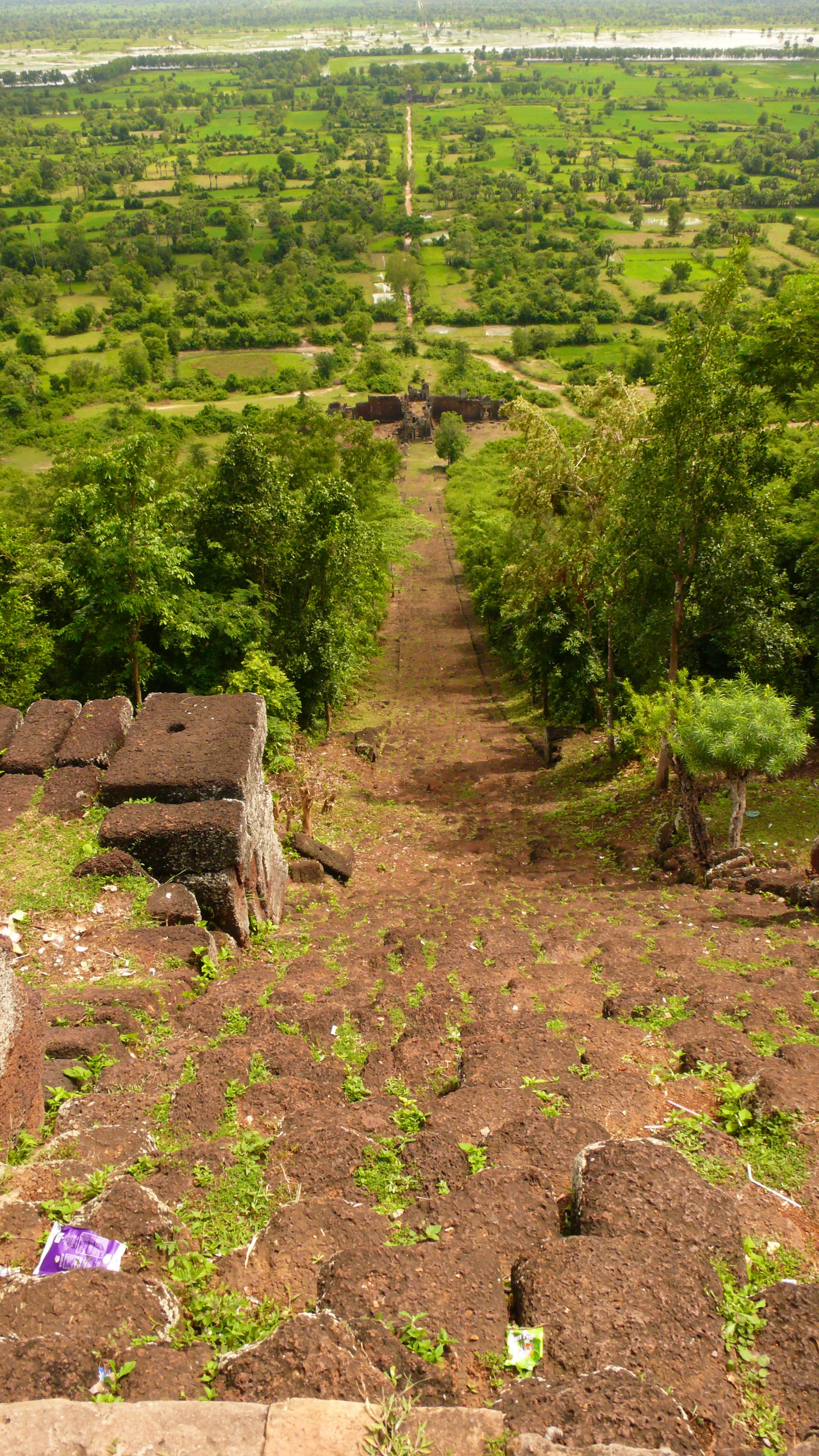
Die Treppe von Phnom Chisor

Phnom Chisor (in Khmer: ប្រាសាទភ្នំជីសូរ) ist ein alter Tempel der Khmer im Landkreis Samraŏng, Provinz Takéo, im Südosten von Kambodscha. Im Jahr 1973 wurde die Gegend von Phnom Chisor durch einen US-amerikanischen Bombenangriff verwüstet.

## Lage
Phnom Chisor liegt rund 65 km südlich der Hauptstadt Phnom Penh im Dorf Sla, Gemeinde Rovieng.

## Baugeschichte
Phnom Chisor wurde im 11. Jahrhundert auf Veranlassung von König Suryavarman I. (reg. 1002 bis 1049) errichtet und später vielfach erweitert und renoviert. Ursprünglich hieß der Tempel Suriyaparvata („Berg des Surya“, des Sonnengottes der Hindus) und war Shiva und Vishnu gewidmet.

## Anlage und Architektur
Vom Tonle Om, dem Baray (Wasserreservoir) des Tempels, führt eine in Ost-West-Richtung ausgerichtete Straße zu zwei Toren und dann zu einer kreuzförmigen Treppe aus Laterit, die auf den Hügel führt. Entlang dieses Weges liegt Son Reveang, eine Anlage, die derzeit als buddhistischer Tempel genutzt wird.
Der Komplex selbst besteht aus einem zentralen Schrein aus Laterit-Ziegeln mit Pilastern, Giebeln und Stürzen aus geschnitztem Sandstein. Der zentrale Schrein ist umgeben von fünf kleineren Schreinen und zwei Mondops (Bibliotheken).